# New Institution for the Formation of Character

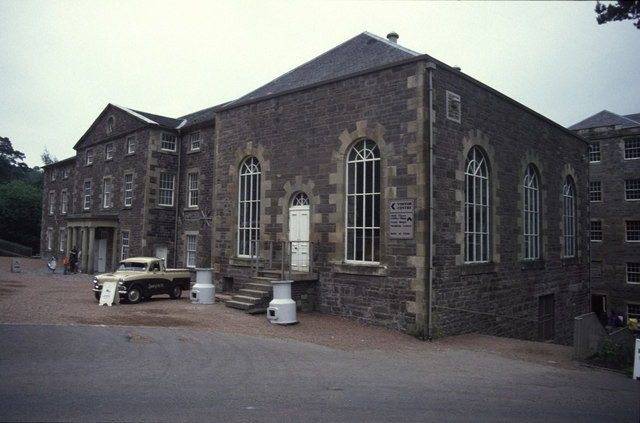
New Institution for the Formation of Character

Die New Institution for the Formation of Character ist eine ehemalige Schule in der schottischen Industriesiedlung New Lanark in der Council Area South Lanarkshire. 1971 wurde das Bauwerk in die schottischen Denkmallisten in der höchsten Denkmalkategorie A aufgenommen. Außerdem ist es Teil des Weltkulturerbes New Lanark.

## Geschichte
In der Mitte der 1780er Jahre ließen David Dale und dessen Nachfolger Robert Owen den Wollmühlenkomplex New Lanark erheblich erweitern. Owens etablierte ein Bildungssystem in New Lanark, das wesentlicher Bestandteil des fortschrittlichen Charakters der Siedlung war. Im Tandem mit der New Lanark School bildete die 1816 erbaute New Institution for the Formation of Character einen der Pfeiler dieses Systems zur Bildung aller Altersstufen. Sie wurde nach der Lehre Joseph Lancasters geführt und bot sowohl Unterrichts- als auch Gemeinschaftsräume. Hierzu zählen Bücherei und Lesesaal ebenso wie ein Saal für Konzerte und Festlichkeiten, der später auch zur Lesung von Messen und als Kantine genutzt wurde.
1881 wurde das Bauwerk erweitert und beherbergte fortan auch ein Maschinenhaus, das über den Mühlkanal von New Lanark hinweg mit Mühle Nr. 3 in Verbindung stand. Heute beherbergt das Gebäude das Besucherzentrum New Lanarks.

## Beschreibung
Das klassizistisch ausgestaltete Gebäude liegt im Zentrum der Anlage zwischen den New Buildings und der Mühle Nr. 3. An einer Geländestufe gelegen, ist das Gebäude an der nordostexponierten Frontseite drei- und an der Rückseite vierstöckig. Ursprünglich symmetrisch aufgebaut, bricht die Erweiterung zur Aufnahme des Maschinenhauses die Gebäudesymmetrie. Das Mauerwerk besteht aus unregelmäßig behauenen Bruchsteinquadern verschiedener Größe, die zu einem Schichtenmauerwerk verbaut wurden. Öffnungen sind mit farblich abgesetztem Naturstein eingefasst.
Das Eingangsportal am drei Achsen weiten Mittelrisalit ist mit dorischem Portikus gearbeitet. Der Risalit schließt mit einem Dreiecksgiebel mit Okulus. Während in den unteren Stockwerken 16-teilige Sprossenfenster verbaut wurden, finden sich im obersten Geschoss 8-teilige Sprossenfenster. Die rechts heraustretende Erweiterung des Maschinenhauses ist hingegen mit Rundbogenfenstern gestaltet. Sein zweiflügliges Eingangsportal schließt mit einem Kämpferfenster. Die abschließenden Walm- beziehungsweise Halbwalmdächer sind mit grauem Schiefer eingedeckt.